# 530.º Batallón de Proyectores Antiaéreo
El 530.º Batallón de Proyectores Antiaéreo (Flak-Scheinwerfer-Abteilung. 530 (o)) fue una unidad militar de la Luftwaffe durante la Segunda Guerra Mundial.

## Historia
Formada en agosto de 1943 en Hamburgo desde el III Grupo / 51.er Regimiento Antiaéreo con 4 baterías:
- Grupo de Estado Mayor / 530.º Batallón de Proyectores Antiaéreo desde el III Grupo / 51.er Regimiento Antiaéreo.
- 1.ª Escuadra / 530.º Batallón de Proyectores Antiaéreo desde la 11.ª Escuadra / 51.er Regimiento Antiaéreo.
- 2.ª Escuadra / 530.º Batallón de Proyectores Antiaéreo desde la 12.ª Escuadra / 51.er Regimiento Antiaéreo]
- 3.ª Escuadra / 530.º Batallón de Proyectores Antiaéreo desde la 13.ª Escuadra / 51.erRegimiento Antiaéreo.
- 4.ª Escuadra / 530.º Batallón de Proyectores Antiaéreo/Nuevo

Disuelta en abril de 1944:
- 1.ª Escuadra / 530.º Batallón de Proyectores Antiaéreo como la 5.ª Escuadra / 608.º Batallón de Proyectores Antiaéreo.
- 2.ª Escuadra / 530.º Batallón de Proyectores Antiaéreo como la 4.ª Escuadra / 368.º Batallón de Proyectores Antiaéreo.
- 3.ª Escuadra / 530.º Batallón de Proyectores Antiaéreo como la 4.ª Escuadra / 608.º Batallón de Proyectores Antiaéreo.

## Servicios
- 1 de noviembre de 1943: en Hamburgo bajo la 3.ª División Antiaérea (161.er Regimiento de Proyectores Antiaéreo).
- 1 de enero de 1944: en Hamburgo bajo la 3.ª División Antiaérea (161.er Regimiento de Proyectores Antiaéreo).
- 1 de febrero de 1944: en Hamburgo bajo la 3.ª División Antiaérea (161.er Regimiento de Proyectores Antiaéreo).
- 1 de marzo de 1944: en Hamburgo bajo la 3.ª División Antiaérea (161.er Regimiento de Proyectores Antiaéreo).
- 1 de abril de 1944: en Hamburgo bajo la 3.ª División Antiaérea (161.er Regimiento de Proyectores Antiaéreo).